# کادژیمورات آکائف
کادژیمورات آکائف (روسی: Хаджимурат Магомедович Аккаев؛ زادهٔ ۲۷ مارس ۱۹۸۵) وزنه‌بردار اهل روسیه است.
وی در مسابقات کشوری و بین‌المللی در مجموع برندهٔ ۲ مدال طلا، ۱ مدال نقره شده‌است.